# 16998 Estelleweber
16998 Estelleweber este un asteroid din centura principală de asteroizi.

## Descriere
16998 Estelleweber este un asteroid din centura principală de asteroizi. A fost descoperit pe 10 februarie 1999 la Socorro, New Mexico, în cadrul proiectului LINEAR. Asteroidul prezintă o orbită caracterizată de o semiaxă mare de 2,26 ua, o excentricitate de 0,04 și o înclinație de 5,5° în raport cu ecliptica.